# GRB 030329
GRB 030329 — гамма-всплеск, наблюдавшийся 29 марта 2003 года в 11:37 UTC. Гамма-всплеск — это вспышка с высокой светимостью, связанная со взрывом в далёкой галактике, создающим гамма-излучение, наиболее высокоэнергичный вид излучения. Зачастую после гамма-всплеска наблюдается длительное «послесвечение» на более длинных волнах (рентгеновское, ультрафиолетовое, видимое, инфракрасное и радиоизлучение). GRB 030329 оказался первым гамма-всплеском, у которого послесвечение обладало характеристиками вспышки сверхновой, что подтвердило наличие связи между двумя явлениями.

## Наблюдения
GRB 030329 стал одним из трёх гамма-всплесков, наблюдавшихся 29 марта 2003 года. Два других всплеска получили обозначение GRB 030329a и GRB 030329b. GRB 030329 был обнаружен по наблюдениям нескольких приборов на борту HETE в 11:37 UTC, всплеск продолжался около 25 секунд. Послесвечение в оптической части спектра наблюдалось в обсерватории Сайдинг-Спринг спустя менее чем два часа после обнаружения всплеска. Рентгеновское послесвечение впервые наблюдалось на аппарате RXTE спустя приблизительно 5 часов после всплеска. Послесвечение в радиодиапазоне впервые наблюдалось телескопами Very Large Array и на момент открытия это было наиболее яркое послесвечение среди наблюдавшихся когда-либо. Гамма-всплеск имел координаты R.A. = 10ч 44м 49.95957с, Dec. = +21° 31′ 17.4375″ и обладал красным смещением z = 0,1685, что соответствует расстоянию 587 Мпк.

## Связь со сверхновой
Близкое расположение GRB 030329 к Земле позволило подробно изучить его послесвечение. Спектр послесвечения в оптическом диапазоне, полученный 6 апреля 2003 года, обладал пиками на длинах волн вблизи 570 нм и 470 нм. Оказалось, что такую форму спектра можно получить, комбинируя степенной закон распределения и спектр SN 1998bw. Особенности спектра типа сверхновой проявлялись в течение недель после первоначального всплеска. Наблюдения в оптическом диапазоне, проведённые в обсерватории Китт-Пик, показали, что послесвечение в оптическом диапазоне является более ярким, чем предсказывает степенной закон падения. Отклонение можно объяснить дополнительной подсветкой от сверхновой. 10 апреля 2003 NASA объявило, что GRB 030329 предоставил связь между гамма-всплесками и сверхновыми. Затем сверхновая получила обозначение SN 2003dh.